# Acantharachne milloti
Acantharachne milloti är en spindelart som beskrevs av Emerit 2000. Acantharachne milloti ingår i släktet Acantharachne och familjen hjulspindlar.
Artens utbredningsområde är Madagaskar. Inga underarter finns listade i Catalogue of Life.